# キャッチコピー

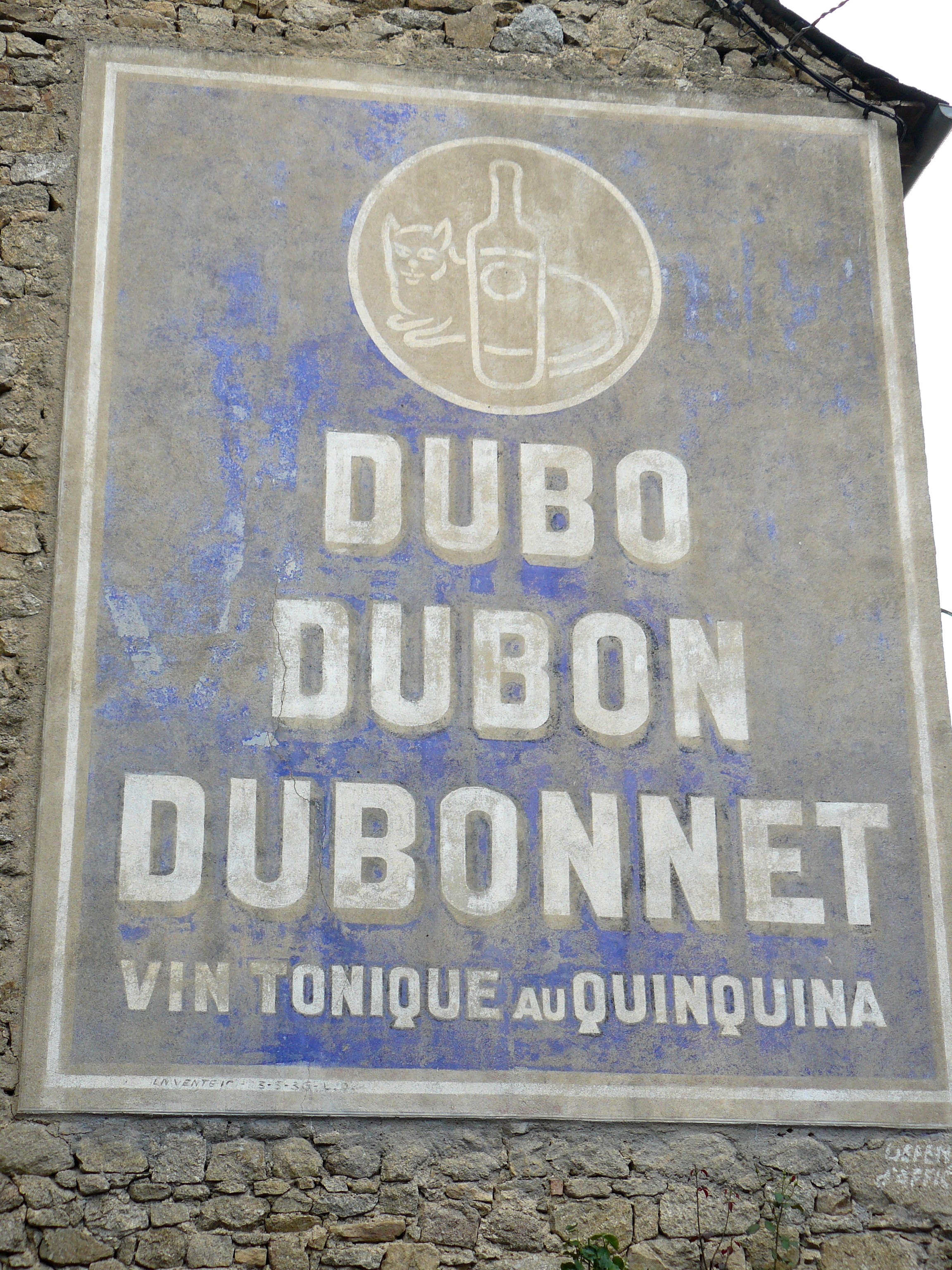
Dubo Dubon Dubonet（いい、いいね、デュボネ）というお酒のキャッチコピーの看板

キャッチコピーまたはキャッチフレーズとは、主に商品や作品の広告など、何らかの告知や宣伝に用いられ、謳い文句や煽り文句となる文章で、広告コピー（広告文）の一部である。惹句（じゃっく）とも呼ばれる。
1文、1行程度のものから、数行に亘るものまで形式は様々である。広告や宣伝においては、キャッチコピーで商品の印象が決まると言え、その出来如何によっては商品自体の売れ行きが大きく左右されることになるため、重要視される。職業としてキャッチコピーを含む広告コピーを創作する者をコピーライターという。
キャッチコピーは和製英語であり、英語圏ではアドヴァタイジングスローガン （英: Advertising slogan）といって主に消費者に向けた商品の宣伝文句を指すものであり、キャッチフレーズ（英: Catchphrase）という場合にはフィクションに於ける名台詞などを指すことが多い。また、後者で特定の人物の台詞の引用ではなく、ストーリー全体を象徴する惹句を指す場合はタグライン（Tagline）という。

## コピーの構成

### キャッチコピー
広告のうち商品や作品（あるいはその広告の本文）に惹きつけられるように掲げられるインパクトを持たせたコピー。
例えば日本では江戸時代に「引札」と呼ばれるチラシがあったが、そこに独創的な戯文を書くことで耳目を集めるという手法を始めたのは、平賀源内であるといわれる。後に多くの戯作者や狂歌師によって、こうした宣伝文句が使われていくようになった。

### リードコピー
リードコピーはキャッチコピーからの導入部であり本文（ボディコピー）を読ませるための部分をいう。

### ボディコピー
ボディコピーは広告の本文にあたる部分であり、キャッチコピー、本文への導入部のリードコピー、広告の本文にあたるボディコピーのように順に構成される。

## コーポレートスローガン
個々の商品ではなく、企業のイメージや経営方針を表したものを、特に「コーポレートスローガン」と呼ぶ。なお、企業によっては「タグライン」「コーポレートステートメント」「ブランドプロミス」と表現する場合がある。

## コピーライター
現代社会に於いては、高度経済成長が果たされ消費社会が成熟するにつれて、広告は値段や性能などの製品の具体的特長を語るためだけでなく、もっと漠然としたイメージや時代の空気を表現することで消費者の共感を得ることを目指すようになった。開高健をはじめとし、糸井重里や川崎徹、仲畑貴志といった新しい世代が活躍し、コピーライターは人気の職業になった。
また、キャッチコピーを生み出すプロセスと、企画・コンセプトメイキングの技術は同じであることから、近年では、単にキャッチコピーを書くだけでないコピーライター・クリエイティブディレクターが多く生まれ、その仕事領域は多岐にわたっている。前述の糸井重里や仲畑貴志をはじめ、多くのOBを輩出している宣伝会議のコピーライター養成講座など、キャッチコピーの力を鍛える専門教育機関もある。

## 知的財産としてのキャッチコピー

### 著作物としてのキャッチコピー
一般に、キャッチコピーは短文であるため、他の宣伝文句と同一ないし酷似した表現が使われる可能性も低くない。その場合、当該キャッチコピーが充分に短く、かつ日常的に使われる言葉を偶発的に使用したと認められるケースでは、創作性には欠けるものとして著作物に該当しないとされる。
しかし、短文の範疇に含まれるものでも、ある程度の長さを持つ場合には著作物性を帯びると判断されることもある。あるいは、短くとも著作物性は認められるが、著作権を主張できる幅が狭まるとする見解もある。
実際の判例では、「ボク安心 ママの膝より チャイルドシート」という五・七・五調の交通安全標語が著作物であるとされた例もあり、キャッチコピー、キャッチフレーズ、スローガンと称するものが全て著作物に該当しないということではなく、ケースバイケースで著作物性を問われるものであることには注意しなければならない。

### 商標としてのキャッチコピー
キャッチコピーは、商標法や不正競争防止法により、商標としても保護されることがある。ただし、キャッチコピーが商標として保護されるには、商標法上の登録要件を満たすことが必要である。つまり、自他商品識別力を有するキャッチコピーでないと商標登録はできない。
この点において、商号や商標を含むことにより、あるいは長年にわたって広告宣伝に使用された結果、キャッチコピー自体から商品やサービスの出所を需要者が認識できる状態に至っているものを除き、多くのキャッチコピーは商標としての機能を発揮しないといってよい。日本の特許庁における商標審査実務でも、キャッチコピーの商標登録は原則として認めていない。
たとえば、ある学習塾が「習う楽しさ教える喜び」という文字を商標として商標登録出願したが、特許庁は登録を拒絶する審決を行った（不服2000-291号）。その後の審決取消訴訟において東京高等裁判所は、「取引者・需要者は、これを、各種学校等の教育に関する役務の理想、方針等を表示する宣伝文句ないしキャッチフレーズであると認識、理解するにとどまり、自他役務の識別標識とは認識しない」と判示して、特許庁の審決を肯定している（東京高等裁判所判決平成13年6月23日）。

## 文化としてのキャッチコピー

### アイドル・タレントのキャッチコピー
1970 - 80年代のアイドル・タレントにはキャッチコピーがつくのが一般的だった。当時ビクターで宣伝に関わっていた飯田雅之によると、春から年末にかけてレコードを3枚ほど発表し、年末の新人賞を狙うという王道の売出し方において、新人の「売り」を伝えるキャッチコピーは、レコード会社の複数の部署が関わり、制作会社にも了解を得て決定されるほど重要なものであったという。しかし1990年代以降、CDの売上が減少にともない、アイドル・タレントにキャッチコピーがつけられるケースも一時減少していた。その後、2013年に「1000年に1人（1度）の美少女」橋本環奈が登場したことをきっかけとし、同様のキャッチコピーをつけるアイドル・タレントが続出し、ふたたび多くのアイドル・タレントにキャッチフレーズがつけられるようになった。

### 著名な例

#### スポーツ選手へのキャッチフレーズ
マスコミがスポーツ選手へキャッチフレーズをつけることもある（ライトニング・ボルトなど）。

#### フィクションのタグライン
- 「遠い昔、はるか彼方の銀河系で…。」（英語: A long time ago, in a galaxy far, far away...） - スター・ウォーズ・シリーズのあらすじ序文

#### フィクションのキャッチフレーズ
- 「I'll be back」 - ターミネーターシリーズのT-800の台詞
- 「どうあがいても、絶望」-『SIREN』のキャッチコピー